# 運命にKISS
運命にKISS（うんめいにキス）は森下玲可の3枚目のシングル。

## 内容
日本テレビ系「ニチレイ・レディース'95」テーマ・ソング及び2枚目のアルバム「a girl as a boy」先行シングルとなった本作はオリコンチャート100位以内にランクインした最後の作品となってしまった。

## 収録曲
1. 運命にKISS
作詞：青木せい子　作曲：和泉常寛　編曲：前野知常
2. 海まで行こうよ
作詞：田村直美　作曲：佐藤宣彦　編曲：前野知常
3. 運命にKISS (inst.)